# 21561 Masterman
21561 Masterman è un asteroide della fascia principale. Scoperto nel 1998, presenta un'orbita caratterizzata da un semiasse maggiore pari a 2,6825760 UA e da un'eccentricità di 0,1664311, inclinata di 13,95856° rispetto all'eclittica.